# ЗЛО (фільм, 2012)
«ЗЛО» («V/H/S») — американський фільм жахів, знятий 2012 року, кіноальманах. Складається з короткометражок, знятих різними режисерами у псевдодокументальному стилі. Прем'єра відбулася в січні 2012 року на кінофестивалі Санденс. 31 серпня 2012 фільм вийшов на Video on Demand, 5 жовтня — вийшов в обмежений прокат у США. Вікове обмеження: рейтинг MPAA: R

## Зміст
Фільм представлений як антологія короткометражок, які разом складаються в одне ціле. Кожна частина є нібито матеріалом на знайденій VHS-касеті.

### Касета 56 / Основний сюжет
англ. Tape 56
Режисер — Адам Вінгард
Автор сценарію — Саймон Баррет
Група молодих злочинців записують на відеокамеру свої злочини, які варіюються від знищення покинутого будинку, до нападу на молодих дівчат заради запису аматорського порно. Щоб вийти на новий рівень злочинної діяльності, вони без питань беруться за роботу, дану їм анонімною третьою особою. Злочинцям пропонують велику суму грошей за виконання такого завдання: потрібно пробратися в один будинок і вкрасти звичайну VHS-касету.
Пробравшись в будинок, вони знаходять у ньому мертвого старого, який сидить у кріслі перед включеними телевізорами. Розуміючи, що перешкоди для пограбування немає, злочинці обшукують будинок і знаходять сотні відеокасет без маркування і забирають їх усі, щоб напевно знайти потрібну. Тим часом, один зі злочинців залишається в кімнаті з трупом, щоб подивитися касету, залишену у відеомагнітофоні. Наступні перегляди касет будуть займати більшу частину фільму.
У міру просування сюжету, бандити помічають дивний силует, який пересувається у підвалі, і є, судячи з усього, мертвим старим. Крім того, незрозуміло як, тіло господаря зникає з крісла, а потім знову з'являється у тій самій позі. Незабаром злочинці помічають, що той, хто залишився дивитися касету з відеомагнітофона, зник. Зрештою ватажок злочинців повертається до кімнати з трупом, але не знаходить його. Він іде шукати своїх товаришів нагорі і знаходить там обезголовлене тіло одного з них, а також стає жертвою нападу зомбованого старого. Злочинець біжить, падає зі сходів, і його вбиває старий. Після цього мимовільно запускається остання касета (див. «31.10.1998»).

### Ніч любителя
англ. Amateur Night
Режисер — Девід Брукнер
Автори сценарію — Саймон Баррет і Ніколас Текоскі
Троє друзів — Шейн, Патрік і Клінт — орендували кімнату в мотелі, щоб знайти дівчат і зайнятися там з ними сексом. Окуляри Клінта оснащені прихованою камерою, за допомогою якої друзі мають намір зняти аматорське порно. Вони вирушають до нічного клубу, де Клінт зустрічає дивну дівчину Лілі, яка не говорить нічого, крім фрази «Ти мені подобаєшся».
Разом з Лілі друзі беруть з собою ще одну дівчину — Лізу. Вона перебрала з алкоголем і відключилася, а Шейн став намагатися зайнятися з нею сексом. Патрік, сміючись, просить його припинити. Розчарований Шейн підходить до Лілі і намагається зайнятися сексом вже з нею, потім починає роздягатися Клінт. Починається груповий секс. Вражений Клінт йде у ванну, а його місце займає Патрік, але Лілі це не подобається.
Через кілька миттєвостей у ванну вривається Патрік і каже Клінту, що Лілі його покусала. Вони обоє виходять з ванної і бачать, що у Лілі з'явилися ікла, якими вона стала вбивати Шейна. Патрік відриває у ванній кріплення від шторки і намагається атакувати Лілі, в той час як Клінт приводить в почуття Лізу. Спроби Патріка зупинити Лілі не увінчалися успіхом, і Лілі вбиває його. Клінт залишаючи Лізу, біжить з номера, падає зі сходів і ламає зап'ястя. Його знаходить Лілі і, замість того, щоб атакувати його, вона починає робити йому мінет. Бачачи, що Клінту це не подобається, вона відходить і починає плакати. Клінт тікає і просить про допомогу. Лілі наздоганяє його і забирає в небо (у неї виросли крила). Клінт кричить, а його окуляри злітають з нього і падають на землю.

### Другий медовий місяць
англ. Second Honeymoon
Режисер і автор сценарію — Тай Уест
Подружня пара — Сем і Стефані — вирушають на захід США, щоб провести там свій другий медовий місяць. Вони знімають номер в мотелі. Пара відвідує парк атракціонів на тему Дикого Заходу, де Стефані отримує пророцтво з ворожильного ігрового автомата про швидке возз'єднання зі своєю коханою людиною. Того ж вечора в номер пари стукає дівчина, яка просить їх завтра підвезти її. Вночі ця дівчина проникає в номер, пестить сідниці Стефані ножем, бере з гаманця Сема 100 доларів і занурює його зубну щітку в унітаз, записуючи все це на камеру. Наступного дня Сем зауважує пропажу грошей і думає, що їх взяла Стефані. Цієї ночі таємнича дівчина знову проникає в номер і перерізає Сему горло, записуючи на камеру, як він захлинається власною кров'ю. Після цього камера показує ту дівчину, яка миє ніж від крові і після цього цілує Стефані.

### Вівторок, 17-е
англ. Tuesday the 17th
Режисер і автор сценарію — Гленн МакКвейд
Троє друзів — Джоуї, Спайдер і Саманта — разом з новою знайомою Венді вирушають на відпочинок. Джоуї записує хлопців на відео, в той час як Венді проводить їх через ліс. Венді розповідає компанії про те, що минулого року її друзі були вбиті в цьому лісі, але хлопці сприймають цю історію як жарт. Пізніше Саманта і Спайдер відстають від групи, і їх вбиває невідомий вбивця, який з'являється на записі тільки у вигляді перешкод. На озері Венді розповідає Джоуї про те, що вона заманила їх трьох в цей ліс, щоб помститися вбивці. Вона — єдина вижила в минулому році, але поліція їй не повірила. Несподівано «убивця з перешкод» підкрадається до Джоуї зі спини і перерізає йому горло. Венді тікає і заманює вбивцю в пастки, розставлені в лісі. Вбивця попадається в останню. Венді думає, що все скінчилося, але істота пропадає з пастки, а потім зістрибує на Венді з дерева і вбиває її.

### Дивна річ, що трапилася з Емілі, коли та була молодшою
англ. The Sick Thing That Happened to Emily When She Was Younger
Режисер — Джо Суонберг
Автори сценарію — Саймон Баррет і Джо Суонберг
Емілі спілкується зі своїм бойфрендом-медиком Джеймсом. Вона вважає, що її будинок заселений привидами. Її також турбує дивна шишка, що з'явилася на руці, яка нагадала їй про випадок, що стався з нею в дитинстві.

### 31.10.1998
англ. 10 / 31 / 98
Режисери і автори сценарію — квартет «Radio Silence».
31 жовтня 1998 року (на Хеллоуїн) компанія молодих людей вирушає на костюмовану вечірку. Але будинок, де вона повинна була відбуватися, виявляється повністю порожній, і хлопці, прийнявши його за атракціон «будинок з привидами», вирішують вдосталь повеселитися.